# Bathygobius arundelii
Bathygobius arundelii är en fiskart som först beskrevs av Garman, 1899.  Bathygobius arundelii ingår i släktet Bathygobius och familjen smörbultsfiskar. Inga underarter finns listade.